# Монтальво, Виктор
Виктор Монтальво (англ. Victor Montalvo; род. 1 мая 1994, Киссимми, Флорида) — американский би-бой. Бронзовый призёр в брейкинге на летних Олимпийских играх 2024 года в Париже. Выступает под своим именем Victor.

## Биография
Виктор Монтальво родился 1 мая 1994 года в Киссимми, пригороде Орландо, штат Флорида. Брейкингом Виктора заинтересовали отец Виктор Бермудес и дядя Гектор. Близнецы Виктор и Гектор Бермудес были родом из мексиканского штата Пуэбла. Они стали пионерами брейкинга у себя в Мексике в середине 1980-х годов, когда этот танец стал набирать популярность. Семья жила бедно, братья связались с уличной бандой. Мама боялась, что они плохо кончат и всей семьёй они отправились в Соединённые Штаты, обосновавшись в населённом преимущественно пуэрториканцами Киссимми. Виктор и Гектор работали поварами в «Диснейуорлде».
Сам Виктор Монтальво начал серьёзно заниматься брейкингом в 2005 году в возрасте 11 лет. Добился первого крупного успеха в 2011 году, победив на соревнованиях в Тампе и попав на национальный чемпионат в Чикаго, где занял второе место. После этого стал выступать на заграничных соревнованиях. Отец поддерживал его в этих начинаниях, но не мама, которая считала, что от танцев никакого толка не будет и что Виктор должен вернуться к учёбе, чтобы иметь возможность сделать карьеру.
В 2015 году Виктор стал победителем престижного конкурса Red Bull BC One и выиграл чемпионат Silverback. В этот период принял участие во множестве соревнований по всему миру. Частенько терпел поражение, что, однако мотивировало его заниматься ещё усерднее. Во время пандемии на некоторое время отошёл от брейкинга, занялся борьбой муай-тай. В 2021 году взял золото на чемпионате мира по брейкингу. В 2022 году снова одержал победу на Red Bull BC One и завоевал золотую медаль на Всемирных играх. На чемпионате мира этого года взял бронзовую медаль. На чемпионате мира по брейкингу в 2023 году снова одержал победу и квалифицировался, таким образом, на участие в летних Олимпийских играх 2024 года в Париже, где брейкинг должен был быть впервые представлен.
На Олимпийских играх взял бронзовую медаль. В групповом этапе был первым в своей группе. В четвертьфинале одолел би-боя Амира из Казахстана, а в полуфинале проиграл французскому би-бою Дани Данну. В баттле за третье место одолел Шигекикса из Японии. У Виктора есть свой фирменный приём, названный «Супер Монтальво», когда он встаёт на руки и затем совершает полный оборот на 360 градусов на ладони левой руки.
Виктор женат на украинской би-гёрл Екатерине Павленко, которая также принимала участие в Олимпийских играх и дошла до четвертьфинала.